# Mycomya fasciata
Mycomya fasciata är en tvåvingeart som först beskrevs av Zetterstedt 1838.  Mycomya fasciata ingår i släktet Mycomya och familjen svampmyggor. Inga underarter finns listade i Catalogue of Life.